# Marius Trésor
Marius Paul Trésor (Sainte-Anne, Guadalupe, 15 de janeiro de 1950) é um ex-futebolista francês que atuava como zagueiro. Fez história no Olympique Marseille e na Seleção Francesa. Foi eleito por Pelé para a lista dos 125 melhores jogadores da história vivos, em 2004.

## Carreira
O defensor começou a carreira em 1969 no Ajaccio, da Córsega. Em três anos, estava no Olympique Marselha, onde jogaria com Jairzinho e Paulo Cézar Caju. Jogou no clube até 1980 e jogaria os quatro anos seguintes no Bordeaux, encerrando a carreira na temporada em que conquistou seu único título no Campeonato Francês.
Pela Seleção da França, Trésor marcou quatro gols em 65 jogos, participando das Copas do Mundo de 1978 (onde foi o capitão da equipe) e 1982. Nos anos 90, teve uma espécie de "sucessor" entre Les Bleus: Lilian Thuram, outro defensor vindo da colônia caribenha de Guadalupe.

## Títulos
Olympique de Marseille:
- Copa da França: 1975–76

- Bordeaux:

- Ligue 1: 1983–84

Individual:
- Jogador francês do ano: 1972

- 6º Jogador Francês do Século

- FIFA 100

- IFFHS ALL TIME FRANCE MEN'S DREAM TEAM[1]